# Callús
Callús es un municipio en la comarca del Bages  en la provincia de Barcelona, comunidad autónoma de Cataluña, con una superficie de 12,50 km², una población de 2122 habitantes (2022) y una densidad de población de 134 hab/km².

## Demografía
Callús cuenta con una población de 2145 habitantes (INE 2024).
| Gráfica de evolución demográfica de Callús entre 1842 y 2021                                                          |
| |
| Población de derecho según los censos de población del INE. Población de hecho según los censos de población del INE. |

| 1396                       | 1345 | 1338 | 1675 |
| (Fuente: [cita requerida]) |      |      |      |

## Lugares de interés
- El pueblo actual está situado al pie del antiguo castillo de Callús, llamado  castillo Gotmar.
- La antigua iglesia parroquial románica de San Saturnino.